# Vakkerød
Vakkerød (dansk) eller Wackerade (tysk) er en landsby beliggende midtvejs mellem Stenfelt og Kjus i det sydlige Angel i Sydslesvig. Administrativt hører Vakkerød under Stenfelt Kommune i Slesvig-Flensborg kreds i den nordtyske delstat Slesvig-Holsten. I kirkelig henseende hører landsbyen til Ulsnæs Sogn. Sognet lå i Slis Herred (Gottorp Amt, Sønderjylland), da området tilhørte Danmark.
Vakkerød er første gang nævnt 1649 (Mejer). Efterleddet er afledt af gl.dansk *ruth (rød) for ryddet land. Forleddet henføres til personavnet oldnordisk Vakr (urnordisk WakrR). I omegen er der små skovpartier som Kjus Skov (vest for Vakkerød) og Hasselskov (Hesselholz, nordøst for Vakkerød). I nærheden ligger desuden Kallekjær (også Kalkær) med godset Kallekjærgaard, Katholm, Knabretmark (Knappersfeld), Krog og Smedeland.